# 長尾海龍
長尾海龍（学名：Leptoichthys fistularius），为輻鰭魚綱棘背魚目海龍魚科的其中一種，該物種分布於東印度洋的南澳大利亞海域，體長可達63公分，棲息在海草床，卵胎生，為已知體型最大的海龍。